# Tunku Ismail Idris
Tunku Ismail Idris Abdul Majid Abu Bakar Iskandar ibni Sultan Ibrahim Ismail (Jawi: تونكو إسماعيل إدريس عبدالمجيد أبو بكر إسكندر ابن سلطان إبراهيم إسماعيل ; nascut el 30 de juny de 1984) és el Mahkota Tunku o Príncep de Johor, hereu i primer en la línia de successió al tron de Johor. És el fill gran de l'actual soldà de Johor, el sultà Ibrahim Ismail i del seu consort Permaisuri de Johor, Rraja Zarith Sofiah. És net tant del soldà Iskandar de Johor com del soldà Idris Shah II de Perak.
També és cosí mig tercer de Nazrin Shah de Perak (l'actual soldà de Perak), ja que tots dos comparteixen un avantpassat masculí comú (Idris Shah I de Perak). També és net i nebot per matrimoni d'Abdullah de Pahang, el soldà de Pahang i un cosí 11 de Tengku Muhammad Ismail, el príncep hereu de Terengganu, ja que tots dos comparteixen un avantpassat masculí comú (Tun Habib Abdul Majid).
És el president de l'equip de futbol de Johor, i exjugador internacional de Polo.

## Biografia
Tunku Ismail va completar l'educació primària a Sekolah Sri Utama i Sekolah Rendah Kebangsaan St. Joseph a Johor Bahru. Posteriorment, va rebre estudis de secundària a l'Australian International School de Singapur i va continuar els seus estudis de secundària a la Hale School de Perth, Austràlia Occidental, fins al 2002. Tunku Ismail és el major de sis germans. Igual que el seu pare, Tunku Ismail no té cap títol terciari (acadèmic).
Tunku Ismail va ser nomenat Raja Muda (literalment "rei més jove", però es va considerar el segon hereu aparent o fill del príncep hereu) el 8 d'abril de 2006 pel seu iaio, el difunt soldà de Johor, i el va situar en segon lloc a la línia de el tron (ara primer després del traspàs del soldà Iskandar). Tunku Ismail va ser nomenat Tunku Mahkota de Johor el 28 de gener de 2010.
Tunku Ismail va fer carrera a les forces armades índies. El juliol de 2003 es va inscriure com a oficial cadet a l'Acadèmia Militar Índia, la primera escola de formació militar de l'Índia, situada a Dehradun, i on son iaio i son pare ja s'havien format. Va ser nomenat lloctinent al desembre del 2004 i acceptat a l'exèrcit indi, ascendint al rang de capità el desembre del 2007.
El príncep malai és el primer estranger a dirigir una unitat de l'exèrcit indi a la desfilada del Dia de la República. El 26 de gener de 2007, amb un rang de capità a l'exèrcit indi, va dirigir una columna muntada del 61 regiment de cavalleria amb seu a Jaipur per saludar al president de l'Índia, Abdul Kalam, durant les celebracions del Dia de la República. El mateix president va triar Tunku Ismail per dirigir la unitat d’uns 400 homes de l’única cavalleria no cerimonial muntada a cavall del món. El pare de Tunku Ismail, Tunku Ibrahim Ismail, va volar de Johor Bahru el 23 de gener de 2007 per estar present a les celebracions.
Tunku Ismail és un entusiasta del polo, així com un hàbil genet. Entre 2003 i 2004, va rebre el premi Best in Riding entre els cadets de l’IMA. També fou jugador de polo del seu regiment i va guanyar diversos trofeus.
En el món del futbol, és el president del Johor FC, i ha estat nomenat president de l'Associació de Futbol de Johor (PBNJ), i també fou conseller i president de la Federació de Futbol de Malàisia. El 2021 se'l va vincular al València CF, en rumorejar-se que Peter Lim, amb qui manté interessos immobiliaris, podria vendre-li el club.